# Onthophagus magnipygus
Onthophagus magnipygus är en skalbaggsart som beskrevs av Antoine Boucomont 1914. Onthophagus magnipygus ingår i släktet Onthophagus och familjen bladhorningar. Inga underarter finns listade i Catalogue of Life.